# Карповичская волость
Карповичская волость — волость в составе Речицкого повета Великого княжества Литовского, а с 1772 года - в составе Речицкого уезда Российской империи. Административный центр — деревня Карповичи. В настоящее время земли бывшей Карповичской волости входят в состав Светлогорского и Калинковичского районов Гомельской области Белоруссии.

## История
Деревня Карповичи упоминается в 1526-1527 годах в документах о конфликтах между Великим княжеством Литовским и Великим княжеством Московским. Речицкий повет был создан в 1566 году в ходе административной реформы и включал деревню Карповичи как частное владение в составе Речицкого староства. Во время заключения Люблинской унии местная шляхта Речицкого повета для того, чтобы не оказаться в составе Короны вывела повет из состава отошедшего Польше Киевского воеводства, включив его в состав Минского воеводства, оставшегося часть Великого княжества Литовского.
В 1772 году, в ходе первого раздела Речи Посполитой, территория волости вошла в состав Российской империи как часть Речицкого уезда Минской губернии. В 1885 году в состав волости входило 21 селение с 511 дворами. Знахарями Карповичской волости была налажена акушерская помощь и производилось лечение средствами народной медицины. Согласно переписи 1897 года, действовали школы грамоты, хлебозапасные магазины. В волости была почтовая служба, артели народных промыслов и ремёсел, круподёрка, работали кузница, смоловарня, спиртовой и дегтярный заводы. С 1911 года действовал фельдшерский пункт. В 1919 году волость вместе с уездом включена в состав Гомельской губернии, в которой оставалась до своего упразднения в составе 31 населённого пункта. 

## Транспортная сеть
Через Карповичскую волость проходил важнейший путь — Екатерининский тракт, также известный как старая Смоленская дорога, Сибирский тракт, Московский тракт, Московско-Иркутский тракт, Московско-Сибирский тракт, Великий тракт, Большой тракт — сухопутный транспортный путь между европейской частью России, Сибирью и Китаем. В 1915 году была проложена железная дорога.

## Волостное управление
Карповичская волость насчитывала в своём составе около 3000 душ, имела волостное правление, старосту и писаря. К обязанностям волостного головы относилось охранение благочиния и безопасности, взыскание податей и сборов, расправа в маловажных между поселянами ссорах и исках, опека над вдовами и сиротами, а также над ленивыми и нерадивыми в хозяйстве, наблюдение над сельскими и деревенскими выборными. Волостное управление, на основании Общего Положения о крестьянах, составлял: волостной сход; волостной старшина с волостным правлением и волостной крестьянский суд. Волостной сход составляется из выборных сельских и волостных должностных лиц: волостного старшины, сельских старост, помощников старшины, сборщиков податей и заседателей волостных правлений и судей волостных судов и из крестьян, избираемых от каждого селения или посёлка, принадлежащего к волости, по одному от каждых десяти дворов.
Волостное управление в древнем русском праве означало территорию, находившуюся под одной властью, и в этом смысле первые летописцы называют волостями княжества и земли. Волость в первоначальном своём виде представлялась разросшейся общиной, состоящей из нескольких деревень и сёл и основанной на общности владения землёй и на самоуправлении членов, осуществляемом посредством сходов и выборных властей, как светских (старосты, сотские, пятидесятские, десятские), так и духовных.

## Состав волости
До расформирования в Карповичскую волость входили: Ближняя Людвиновка, Вязовица, Дальняя Людвиновка, Евтушкевичи село, Евтушкевичи имение, Евтушкевичская Рудня, Жердь имение, Загорье, Залье, Карповичи, Кожин, Корени, Корма, Косатов, Кунное, Липов деревня, Липов имение, Луки, Марморичи, Мартыновичи, Медведев, Многоверш, Осинное, Осиновка, Осташкевичи, Переток, Раков I, Раков II, Слаунь, Соломоновка, Узнож, Хомичи.
В Карповичскую волость входило Липовское имение Оттона Игнатьевича Горвата. На судьбу имения повлияло восстание крестьян в деревне Раков - селении в Липовском церковном приходе. Согласно переписи 1897 года, деревни были разделённые ручьём Раков-1 и Раков-2. В 1907 году здесь произошли выступления крестьян против помещика Горвата и имение Горватов было частично разрушено. В 1908 году земли полностью отошли к Карповичской волости Речицкого уезда Минской губернии. Сейчас здесь расположен усадебно-парковый комплекс, который находится под охраной государства.
Памятным местом Карповичской губернии является деревня Славань. Обнаруженный археологами курганный могильник (в 2 км на запад от деревни, в урочище Гуслище, 22 насыпи) свидетельствует о деятельности человека в этих местах с давних времён. В 1853 году построено новое здание церкви, в архиве которой хранились метрические книги с 1795 года. В 1863 году открыта школа, которая размещалась в наёмном крестьянском доме. В 1914 году было построено отдельное школьное здание. Согласно переписи 1897 года действовали хлебозапасный магазин, трактир. В 1897 году здесь насчитывалось 66 дворов и 518 жителей. Одним из старейших упоминаний является местечко Хомичи, которое в 1795 году имело 12 дворов, а в 1908 году — 48 дворов, 274 жителя. В 1914 году здесь была открыта земская школа, которая разместилась в наёмном крестьянском доме.